# Cafius bistriatus
Cafius bistriatus är en skalbaggsart som beskrevs av Er. Cafius bistriatus ingår i släktet Cafius och familjen kortvingar. Inga underarter finns listade i Catalogue of Life.